# The Great Heart
The Great Heart ist ein US-amerikanischer Kurzfilm aus dem Jahr 1938.

## Handlung
Der Film ist eine Kurzbiografie des belgischen Ordenspriesters Damian de Veuster (1840–1889). 1873 ließ er sich auf eigenen Wunsch auf die Hawaii-Insel Molokaʻi bringen, wo ca. 600 an der Lepra erkrankte Menschen in einer Quarantänestation lebten. Der Priester wollte ihnen Trost und Hoffnung spenden. 1889 erkrankte er selber an Lepra und starb an ihren Folgen.

## Auszeichnungen
1939 wurde der Film in der Kategorie Bester Kurzfilm (One-Reel) für den Oscar nominiert.

## Hintergrund
Die Uraufführung der Produktion der MGM fand am 31. Dezember 1938 statt.
Erzähler des Films war Carey Wilson.